# Affondamento del Laconia
L'affondamento del Laconia fu l'attacco portato al mercantile armato britannico la notte del 12 settembre 1942 al largo delle coste dell'Africa occidentale, nei pressi dell'isola di Ascensione, da parte del U-Boot tedesco U-156 comandato dal capitano di corvetta Werner Hartenstein, durante la seconda guerra mondiale. L'episodio venne battezzato "la tragedia del Laconia" dalle forze dell'Asse, mentre tra gli alleati era noto come "incidente del Laconia".

## L'affondamento
Il Laconia era un transatlantico, varato nel 1921, appartenente alla flotta della Cunard Line, di 19 695 tonnellate, convertito dagli inglesi in mercantile armato per il trasporto delle truppe.
Nel luglio del 1942 soldati italiani fatti prigionieri dagli inglesi, vennero inoltrati a Port Tewfik a bordo di zattere ed imbarcati sull'unica nave disponibile in quel momento, il transatlantico Laconia, che fu adibito al trasporto in Inghilterra dei soldati, degli ufficiali e del personale militare, insieme alle loro famiglie. Sulla nave erano imbarcati 463 ufficiali e uomini di equipaggio, 286 militari inglesi in qualità di passeggeri, 1 800 prigionieri di guerra italiani, 103 guardie polacche e 80 tra donne e bambini.
Dopo aver letteralmente stipato i circa 1 800 prigionieri nelle stive che potevano contenerne solo la metà, la nave fece tappa in diversi porti quali Aden, Mombasa, Durban e Città del Capo, dove sembra sia stata cambiata la destinazione, ossia dalla Gran Bretagna alle coste degli Stati Uniti, spiegando di conseguenza il motivo dell'azzardato allontanamento dalle coste africane per spingersi in pieno Oceano Atlantico.
La notte del 12 settembre, il transatlantico, navigando a luci spente e zigzagando come di routine per evitare gli attacchi dei sommergibili nemici che pattugliavano tutti i settori dell'Atlantico, si trovava nei pressi dell'isola di Ascensione quando venne silurato dall'U-156, affondando in circa due ore.

## Le operazioni di salvataggio
Una volta emerso, l'U-Boot tedesco si avvicinò ai naufraghi per fare prigionieri gli ufficiali più alti in grado, ma l'equipaggio si accorse che tra i naufraghi vi erano numerosi soldati italiani; immediatamente la notizia venne trasmessa al Befehlshaber der U-Boote (BdU) e l'ammiraglio Karl Dönitz diede ordine di salvare i naufraghi, allertando contemporaneamente alcune unità che incrociavano nelle medesime acque, tra le quali l'U-506, comandato dal capitano di vascello Erich Würdemann, e l'U-507, comandato dal capitano di corvetta Harro Schacht, affinché facessero rotta verso il luogo dell'affondamento; egli inoltre trasmise la richiesta di aiuto a BETASOM, la base sottomarina della Regia Marina di stanza a Bordeaux, ed il contrammiraglio Romolo Polacchini acconsentì, inviando uno dei sommergibili italiani, il Comandante Cappellini, agli ordini del tenente di vascello Marco Revedin, per coadiuvare i tedeschi nelle operazioni di salvataggio.
Dai primi racconti dei naufraghi italiani emerse subito una realtà inquietante: il giornale di bordo del comandante Hartenstein riportava: «00 h 7722 – SO. 3. 4. Visibilità media, mare calmo, cielo molto nuvoloso; secondo le informazioni degli italiani, gli inglesi, dopo esser stati silurati, hanno chiuso le stive dove si trovavano i prigionieri ed hanno respinto con armi coloro che tentavano di raggiungere le lance di salvataggio…», con il passare delle ore, la tragicità degli eventi può essere percepita dalle azioni che il comandante Hartenstein intraprese: dapprima egli inviò un messaggio al BdU chiedendo la "neutralizzazione diplomatica" del luogo dell'affondamento; in seguito lanciò un'invocazione d'aiuto in lingua inglese sulle frequenze radio utilizzate dalla Royal Navy; gli inglesi ignorarono però questo messaggio temendo un'imboscata.

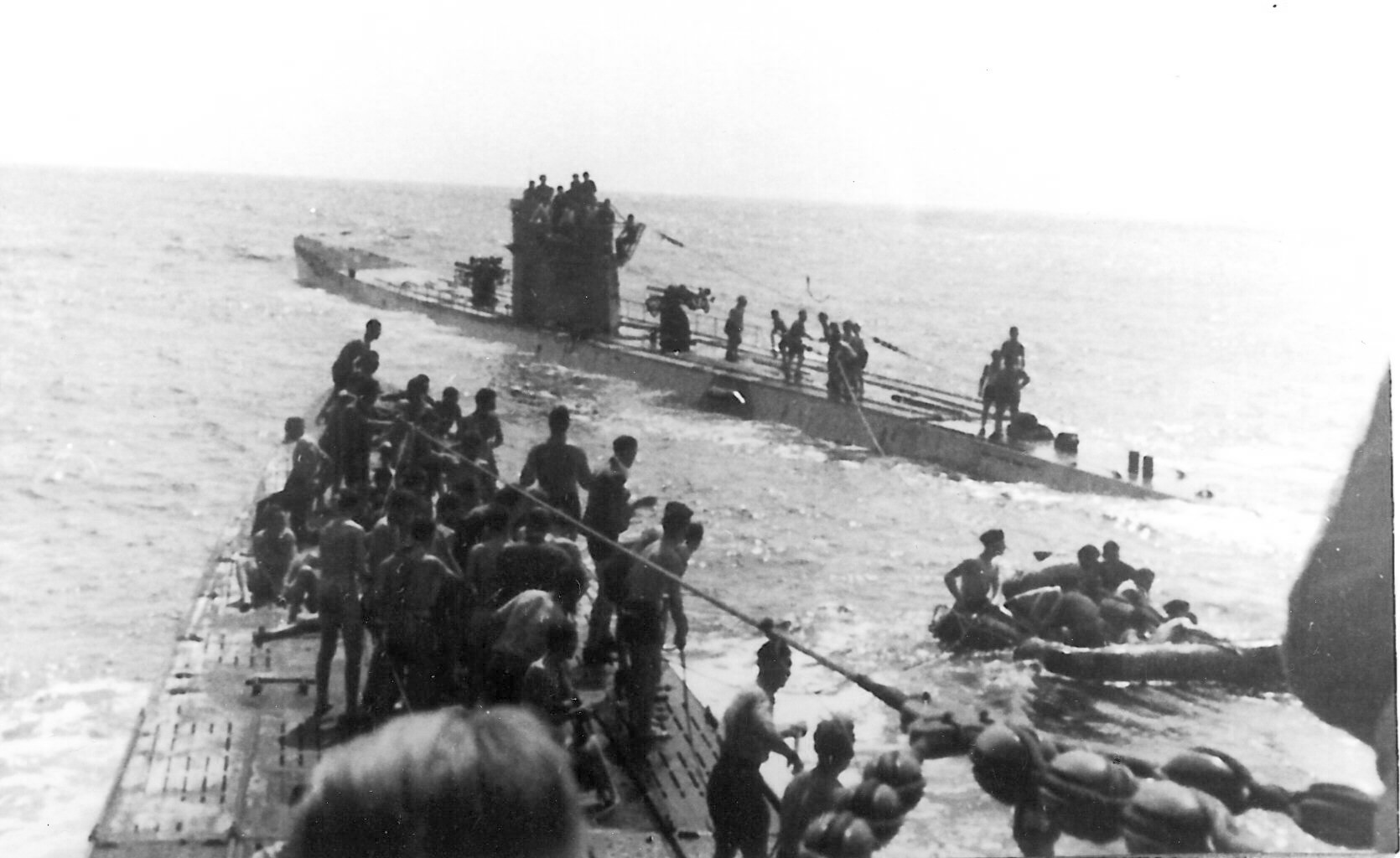
L'U-156 e l'U-506 durante le operazioni di salvataggio dei naufraghi del Laconia

Il 15 settembre arrivarono sul luogo nel naufragio i due U-Boot precedentemente allertati, seguiti il giorno successivo dal Comandante Cappellini, e le operazioni di raccolta proseguirono: l'U-506 raccolse 132 naufraghi italiani, l'U-507 153 superstiti inglesi, italiani e polacchi, ed il sommergibile italiano raccolse un numero imprecisato di naufraghi italiani ed inglesi. Il giorno 16 comparve sulle unità impegnate nei soccorsi un bombardiere statunitense Liberator: una bandiera di 4 metri per 4 con la croce rossa fu stesa sul ponte e fu inviato un messaggio in codice Morse all'aereo Alleato, che lo informava della presenza a bordo di naufraghi inglesi ma non vi fu risposta ed un ufficiale della Royal Air Force chiese al comandante Hartenstein di inviare lui un messaggio, a dimostrazione della veridicità dell'informazione, ma anche in questo caso non vi fu risposta ed il bombardiere si allontanò, ma il comandante tedesco ordinò prudentemente ad uno dei marinai di recarsi a poppa, pronto a recidere le funi di rimorchio delle zattere, nel caso in cui il sommergibile avesse dovuto immergersi.
Alle ore 12.32 l'aereo Alleato fu di nuovo sopra all'U-156 e sganciò una prima bomba che cadde a circa 200 metri dal bersaglio ed immediatamente la fune di rimorchio fu tagliata e venne ordinato ai naufraghi in quel momento in coperta di gettarsi in mare, mentre altre quattro bombe vennero lanciate sul sommergibile, di cui una produsse lievi danni prima che l'U-Boot riuscisse ad immergersi; dopo l'accaduto anche all'U-506 ed all'U-507 venne trasmesso l'ordine di tenersi pronti ad abbandonare i naufraghi in caso di attacco aereo, ma le due unità tedesche, il 17 settembre, incrociarono due navi francesi, l'Annamite ed il Gloire, che poterono raccogliere i superstiti, mentre, il 18 settembre, il Comandante Cappellini raggiunse il cargo francese Dumont d'Urville, trasbordando tutti i naufraghi ad eccezione di due ufficiali inglesi tenuti prigionieri; al termine delle operazioni di salvataggio, si contarono tra i 1 600 ed i 1 700 morti.

## Epilogo

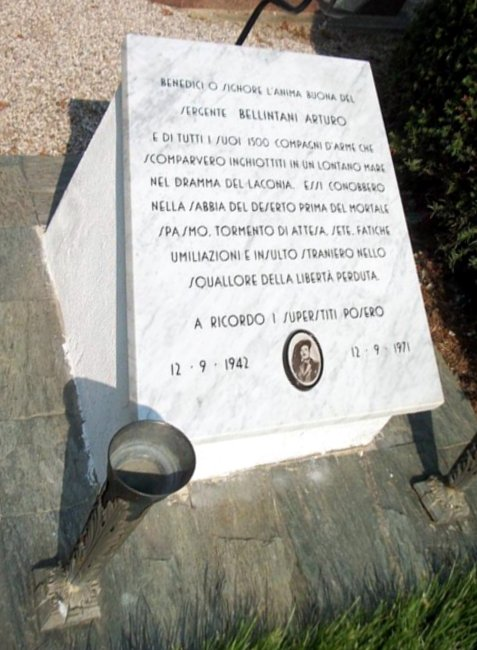
Cippo in memoria del sergente Arturo Bellintani e degli altri italiani periti nella sciagura (cimitero di Quistello - MN)

A seguito di questa vicenda l'ammiraglio Dönitz emanò il cosiddetto "Ordine Laconia" (Laconia-Befehl), un ordine che ribadiva ed irrigidiva il precedente ordine permanente n. 154, in base al quale gli U-Boot non dovevano prestare soccorso ai naufraghi delle navi affondate, nonostante tale comportamento costituisse una violazione dell'art. 22 sugli Accordi Navali di Londra del 1935 e 1936.
Ancor oggi l'episodio rimane oggetto di disputa tra nazioni: gli Alleati lo definirono "incidente del Laconia", mentre le forze dell'Asse la "tragedia del Laconia".

## Filmografia
- L'affondamento del Laconia - miniserie TV in due puntate diretta da Uwe Janson (2011)